# Floctafenina
Floctafenina è una molecola derivata dall'acido antranilico appartenente alla classe dei farmaci antinfiammatori non steroidei (FANS). Il farmaco è stato commercializzato in diversi paesi europei dalla società Sanofi-Aventis con il nome commerciale di Idarac nella forma farmaceutica di compresse da 200 mg.

## Farmacodinamica
Floctafenina è un inibitore della sintesi delle prostaglandine. L'inibizione avviene attraverso il blocco dell'enzima prostaglandina-endoperossido sintasi, noto anche come cicloossigenasi.

## Farmacocinetica
A seguito di somministrazione per via orale la molecola viene rapidamente ed ottimamente assorbita dal tratto gastrointestinale ed i livelli plasmatici di picco (Cmax) sono raggiunti a distanza di circa 1-2 ore dalla somministrazione.
Floctafenina e i suoi metaboliti non si accumulano nell'organismo a seguito di somministrazione di dosi multiple per os.
Studi sperimentali eseguiti dopo somministrazione per via orale e endovenosa di floctafenina marcata, hanno evidenziato che l'escrezione urinaria rappresenta circa il 40% e l'escrezione fecale e biliare il 60% della radioattività ritrovabile. I principali metaboliti urinari sono l'acido floctafenico e il suo derivato coniugato, con quantità minime di farmaco immodificato.

## Usi clinici
Il farmaco era stato autorizzato per il trattamento degli stati dolorosi acuti e cronici, ad esempio nel dolore e flogosi associati all'artrosi, ai reumatismi non articolari e a diverse altre malattie muscoloscheletriche. Veniva inoltre utilizzato nelle flogosi secondarie a traumi e nei soggetti con dismenorrea.

## Effetti collaterali ed indesiderati
I più comuni effetti avversi riportati durante la terapia sono stati a carico dell'apparato gastrointestinale e comprendono nausea, diarrea, costipazione, dolore addominale, epigastralgia, sanguinamento gastrointestinale, epatopatia.
Altri disturbi registrati a carico del sistema nervoso centrale sono sonnolenza, vertigine, cefalea, insonnia, nervosismo, irritabilità. Con minore frequenza possono essere registrati disuria, bruciore minzionale, poliuria, cistite ed uretriti, tinnito, visione offuscata, secchezza delle fauci, anoressia, flatulenza, vampate di calore e sudorazione, debolezza e stanchezza.
Importanti anche le reazioni di tipo allergico: rash cutaneo maculopapulare, prurito, orticaria.
Nel corso dell'uso clinico sono stati riportati diversi casi di shock anafilattico e angioedema.

## Controindicazioni
Floctafenina non deve essere somministrata a pazienti che hanno una storia di emorragia gastrointestinale, di emorragia od ulcera gastrica o duodenale ricorrente, di diatesi emorragica, di epatica grave od insufficienza renale, di insufficienza cardiaca severa.

L'uso della molecola deve essere evitato nei soggetti che sono già in trattamento con anticoagulanti, poiché floctafenina ne può potenziare l'azione.
L'ipersensibilità nota verso il principio attivo, oppure una storia del paziente di accessi asmatici, orticaria, riniti acute dopo l'assunzione di altri farmaci inibitori della prostaglandine sintetasi (ed in particolare l'acido acetilsalicilico) ne rappresenta una controindicazione.

## Interazioni
- Diuretici: floctafenina può causare ritenzione idrica e quindi interferisce con i farmaci diuretici prescritti per il trattamento dell'ipertensione o della ritenzione idrica.
- Anticoagulanti, sulfoniluree, sulfamidici, fenitoina, litio, methotrexate: poiché floctafenina, come altri farmaci anti-infiammatori non steroidei, è ampiamente legata all'albumina sierica, questa sua caratteristica può portare a interazioni (spiazzamento dai siti di legame con le proteine) con questi farmaci, la cui co-somministrazione richiede pertanto cautela.
- Steroidi: l'uso concomitante di floctafenina e di altri antinfiammatori non steroidei sistemici o corticosteroidi può incrementare l'incidenza di effetti indesiderati gastrointestinali.

## Gravidanza e allattamento
Floctafenina oltrepassa la barriera placentare. L'uso in donne in gravidanza richiede che il probabile beneficio atteso sia certamente superiore rispetto al possibile rischio sia per la madre che per il feto.
Il farmaco viene secreto in piccola quantità nel latte materno. Pertanto il suo utilizzo nelle donne che allattano al seno non è raccomandato.